# Stéphanie Van Gils
Pour les articles homonymes, voir van Gils.
Stéphanie Van Gils est une joueuse de football belge née le 17 octobre 1991 à Ravels (Belgique).

## Biographie
Stéphanie Van Gils commence sa carrière, en D1 à Vlimmeren Sport. Elle passe une saison dans le club voisin, le KFC Lentezon Beerse. Elle rejoint ensuite le Lierse SK en 2009. Elle est transférée au RSC Anderlecht en 2012. Avec ce club, elle remporte la Coupe de Belgique en 2013. Après une saison dans le club bruxellois, elle retourne au Lierse SK. En juin 2014, elle rejoint les rangs d'Oud-Heverlee Louvain. Un an après, elle est transférée au KFC Turnhout, elle y reste un an et part ensuite au VC Moldavo.

## Palmarès
- Vainqueur de la Coupe de Belgique en 2013 avec le RSC Anderlecht
- Finaliste de la Coupe de Belgique en 2011 et 2012 avec le Lierse SK

### Bilan
- 1 titre